# 长白米努草
长白米努草（学名：Minuartia macrocarpa var. koreana）为石竹科米努草属大果米努草的变种。分布于朝鲜以及中国大陆的吉林等地，生长于海拔2,400米的地区，常生长在石砾质坡地以及岩石苔藓地上，目前尚未由人工引种栽培。